# Idioma pa-hng
El pa-hng (también transcrito pa-hung;  Bāhēng yǔ) es una lengua divergente de la familia hmong (Miao) hablado en las provincias Guizhou, Guangxi y Hunan situadas en el sur de China y también en el norte de Vietnam.

## Clasificación
El pa-hng es una lengua notablemente diferenciada del resto de lenguas hmong. Benedict (1986) argumentó que podía considerarse una rama independiente de las lenguas hmong-mienh. Ratliff (2010) corroboró que esta lenguas era la lengua más divergente de cuantas analizó esta lingüista Otros autores consideran que podría formar una rama con dos lenguas bunu el younuo y el wunai (hm nai).

## Dialectos
Se han publicado diversas listas de vocabulario de diferentes dialectos, en Mao & Li (1997) pueden encontrarse lista en tres dialectos. Otro dialecto más es el que se encuentra en Vietnam, los dialectos del pa-hng se clasifican usualemnte así:
- Pa-hng septentrional:
  - Gundong 滚董, condado de Liping 黎平, Guizhou
  - Huxingshan 虎形山, conddado de Longhui 隆回, Hunan
- Pa-hng meridional:
  - Wenjie 文界, condado de Sanjiang County 三江, Guangxi
  - Na-e, Vietnam

El dialecto na-e (también denominado pà then, que es el nombre vietnamita para el pa-hng) es un enclave geográficamente separado del resto. Paul Benedict (1986) argumentó que esta variedad debe considerarse una rama aparte dentro de las lenguas hmong-mienh. Sin embargo, Strecker (1987) justificó que el na-e parece ser una variante de Pa-Hng, aunque ciertamente posee algunas peculiaridades.